# Impact Wrestling Redemption
Redemption was een professioneel worstel-pay-per-view (PPV) evenement dat georganiseerd werd door Impact Wrestling. Het evenement vond plaats op 22 april 2018 in de Impact Zone in Orlando, Florida. Worstelaars van de Mexicaanse worstelorganisaties Lucha Libre AAA Worldwide en Lucha Underground verschenen ook bij het evenement.

## Matches
| Nr. | Match | Winnaar(s)                     | Opmerkingen                                                | Bron  |
| --- | --- | ------------------------------ | ---------------------------------------------------------- | ----- |
| 1   | Aerostar vs. Drago                                                                                       | Aerostar                       | Een-op-een match                                           | [ 3 ] |
| 2   | Eli Drake & Scott Steiner vs. The Latin American Xchange (Santana & Ortiz) (c)                           | Eli Drake & Scott Steiner (nc) | Tag team match voor het Impact World Tag Team Championship | [ 3 ] |
| 3   | Brian Cage vs. Dezmond Xavier vs. DJZ vs. El Hijo del Fantasma vs. Taiji Ishimori vs. Trevor Lee         | Brian Cage                     | 6-way match                                                | [ 3 ] |
| 4   | Taya Valkyrie vs. Kiera Hogan                                                                            | Taya Valkyrie                  | Een-op-een match                                           | [ 3 ] |
| 5   | Matt Sydal (c) vs. Petey Williams                                                                        | Matt Sydal                     | Een-op-een match voor het Impact X Division Championship   | [ 3 ] |
| 6   | Ohio Versus Everything (Dave Crist, Jake Crist & Sami Callihan) vs. Eddie Edwards, Moose & Tommy Dreamer | Ohio Versus Everything         | House of Hardcore match                                    | [ 3 ] |
| 7   | Allie (c) vs. Su Yung (with Braxton Sutter)                                                              | Allie                          | Een-op-een match voor het Impact Knockouts Championship    | [ 3 ] |
| 8   | Pentagón Jr. vs. Austin Aries (c) vs. Fenix                                                              | Pentagón Jr. (nc)              | 3-way match voor het Impact World Championship             | [ 3 ] |